# Pinto Makmur
Pinto Makmur is een bestuurslaag in het regentschap Aceh Utara van de provincie Atjeh, Indonesië. Pinto Makmur telt 965 inwoners (volkstelling 2010).